# How's it going? SUMMER CONCERT 2003
『How's it going? SUMMER CONCERT 2003』（ハウズ イット ゴーイング サマー コンサート 2003）は、日本の男性アイドルグループ・嵐のライブ・ビデオ。2003年12月17日にJ Stormから発売された。

## 概要
2003年8月から行われた全国ツアー『USO!?ジャパン special ARASHI SUMMER CONCERT 2003 How's it going?』からツアー最終公演となる2003年9月7日開催のさいたまスーパーアリーナ公演（夜公演）を収録。
本作収録の「Lucky Man」は、後に20thベストアルバム「5×20 All the BEST!! 1999-2019」初回限定盤2の特典Disc「ARASHI LIVE CLIPS」にも収録された。
デビュー25周年の日である2024年11月3日には本作のBlu-rayが発売された。

## 収録曲

### 本編映像
Disc 1
- カッコ内は原曲アーティスト。

1. OVERTURE
2. A・RA・SHI
3. 君のために僕がいる
4. a Day in Our Life
5. Walking in the rain
6. Lucky Man
7. ハダシの未来
8. 夜風 - 相葉雅紀
作詞・作曲：小川貴史
9. so-so-so - 大野智
作詞・作曲：DERNULF MARCUS PER BORJE, WAERMOE SAMUEL PER HAPPY
10. ナイスな心意気
11. 身長差のない恋人
12. テ・アゲロ
13. Touch Me Now - 櫻井翔
作詞・作曲：ha-j
14. La tormenta chapterⅡ
15. とまどいながら
16. DON'T CRY - 松本潤
作詞：ミウラタカシ
作曲 : 菊池達也
17. Blue
18. ONLY LOVE
19. 夢（柴田淳）- 二宮和也
20. Easy Crazy Break Down - 相葉雅紀・大野智・櫻井翔
21. 恋はブレッキー - 松本潤・二宮和也
22. "accent dance"
23. PIKA☆NCHI
24. 15th Moon
25. SUNRISE日本
26. HORIZON
27. 明日に向かって吠えろ
28. WOW!!
29. パレット
30. できるだけ
31. 言葉より大切なもの
32. 感謝カンゲキ雨嵐

### 特典映像

#### 各形態共通「すっぴんあらし」
※VHS/DVDにはDisc 2、Blu-rayにはDisc 1に収録。
1. SAKURAI camera
2. OHNO camera
3. MATSUMOTO camera
4. AIBA camera
デビュー前の北山宏光、藤ヶ谷太輔（現Kis-My-Ft2）の姿も収められている。
5. NINOMIYA camera
松本の20歳を祝った「松本クンの唄」の歌唱映像や、レコーディング映像も収録されている。
Blu-ray盤では一部映像がカットされている。
  - 松本クンの唄
作詞・作曲：二宮和也

#### DVD/Blu-ray
※Blu-rayではDisc 1にまとめて収録。

##### Disc 1
1. 夜風（マルチアングル映像）- 相葉雅紀
2. 「お疲れ様でした!!」
3. STAFF credit

##### Disc 2
1. ごあいさつ
2. MC in SAITAMA SUPER ARENA

## ツアー日程
- 全国ツアー「USO!?ジャパン special ARASHI SUMMER CONCERT 2003 "How's it going?"」について記載。

|        | 開催日時 | 開演時間 | 会場                                   |
| 2003年 | 2003年   | 2003年   | 2003年                                 |
| ------ | -------- | -------- | -------------------------------------- |
| 1      | 8月07日  | 14:00    | 北海道立総合体育センター               |
| 1      | 8月07日  | 18:00    | 北海道立総合体育センター               |
| 2      | 8月13日  | 14:00    | グランディ・21 宮城県総合体育館        |
| 2      | 8月13日  | 18:00    | グランディ・21 宮城県総合体育館        |
| 3      | 8月15日  | 14:00    | 朱鷺メッセ・新潟コンベンションセンター |
| 3      | 8月15日  | 18:00    | 朱鷺メッセ・新潟コンベンションセンター |
| 4      | 8月17日  | 17:30    | マリンメッセ福岡                       |
| 4      | 8月18日  | 15:00    | マリンメッセ福岡                       |
| 5      | 8月20日  | 18:00    | 大阪城ホール                           |
| 5      | 8月21日  | 14:00    | 大阪城ホール                           |
| 5      | 8月21日  | 18:00    | 大阪城ホール                           |
| 5      | 8月22日  | 18:00    | 大阪城ホール                           |
| 6      | 8月25日  | 18:00    | 名古屋レインボーホール                 |
| 6      | 8月26日  | 14:00    | 名古屋レインボーホール                 |
| 6      | 8月26日  | 18:00    | 名古屋レインボーホール                 |
| 7      | 8月29日  | 14:00    | 広島グリーンアリーナ                   |
| 7      | 8月29日  | 18:00    | 広島グリーンアリーナ                   |
| 8      | 8月31日  | 13:00    | 愛媛県県民文化会館                     |
| 8      | 8月31日  | 16:30    | 愛媛県県民文化会館                     |
| 9      | 9月06日  | 18:00    | さいたまスーパーアリーナ               |
| 9      | 9月07日  | 12:00    | さいたまスーパーアリーナ               |
| 9      | 9月07日  | 17:30    | さいたまスーパーアリーナ               |